# Naust (Bootshaus)
Das Naust (auch Nøst, auf Orkney Noust genannt) ist ein charakteristischer Gebäudetyp des skandinavischen Nordens und der von Wikingern bewohnten Teile der Britischen Inseln (sechs in Backiskaill, vier auf Faray und mindestens drei bei Cott auf Papa Westray).
Im Naust wurden von der Eisen- bis nach der Wikingerzeit, vor allem im Winter, die Schiffe gelagert und gewartet. Spuren dieser Bootshäuser findet man zahlreich an den Küsten mit flachen Ufern, um die verhältnismäßig leichten Schiffe anlanden zu können. Zu jenen Zeiten war dies, überall dort wo keine Häfen waren, die übliche Form der Anlandung. Zwei „Nauster“ liegen an der Harre Vig bei Skive in Dänemark.

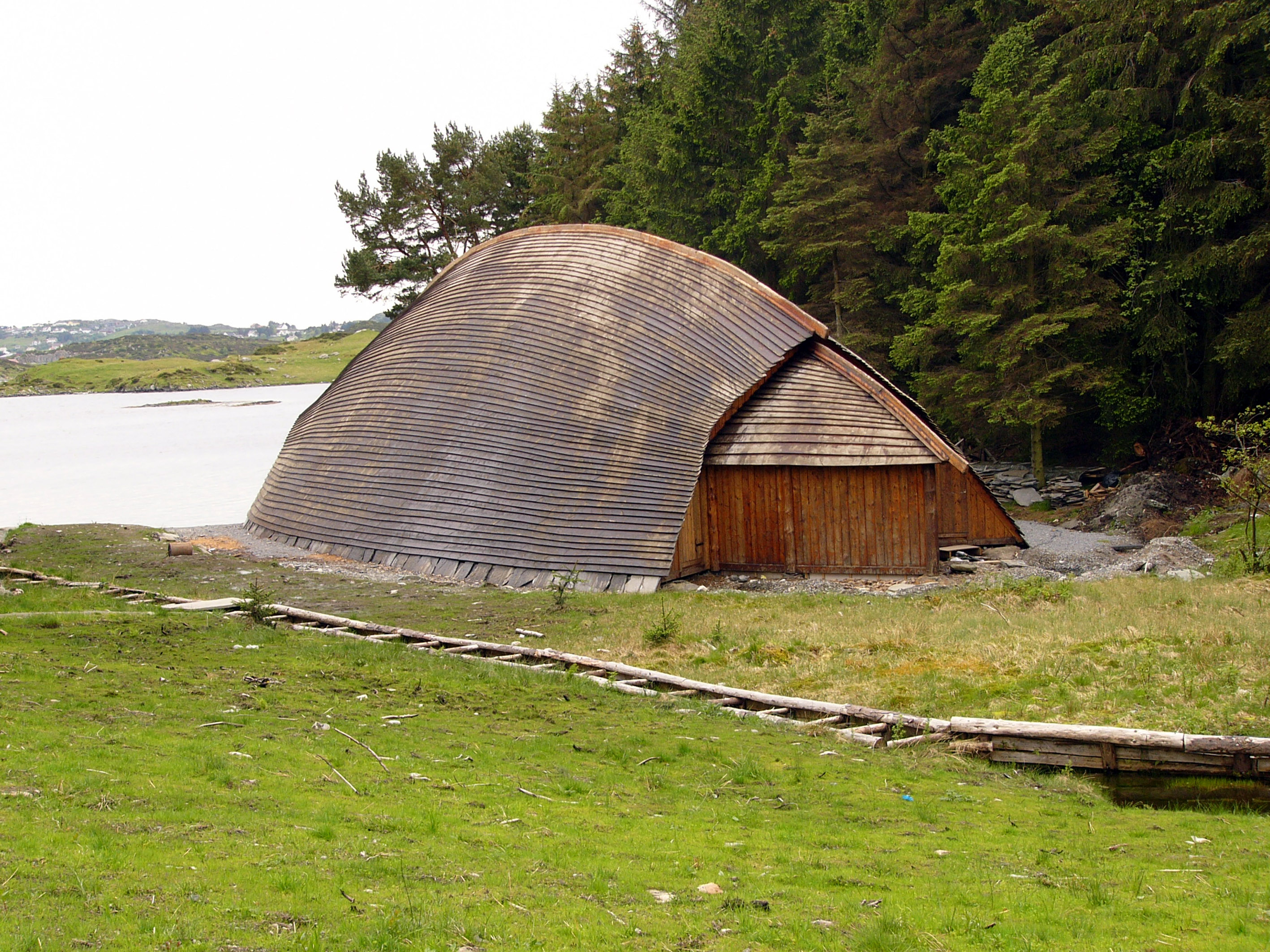
Naust; Rekonstruktion im Freilichtmuseum Karmøy

## Nachbauten
Für den Nachbau eines Schiffes der Vendelzeit, dessen Spuren in einem der Grabhügel von Valsgärde (Schweden) gefunden wurden, wurde in Norwegen eine geeignete Unterbringung gesucht. Da man auf einen aufschlussreichen Grabungsbefund aus dem südnorwegischen Stend (bei Bergen) zurückgreifen konnte, lag es nahe ein Naust zu rekonstruieren. Ausgeführt wurden die Arbeiten 1989 von Tomas Johansson und Jan Bill vom Institut für prähistorische Technik in Sveg im schwedischen Härjedalen. Das Schiff erhielt den Namen des 1030 n. Chr. verstorbenen Wikingers Arnljot Gelline. Das Naust steht heute in Gällö in Jämtland.

Nausts
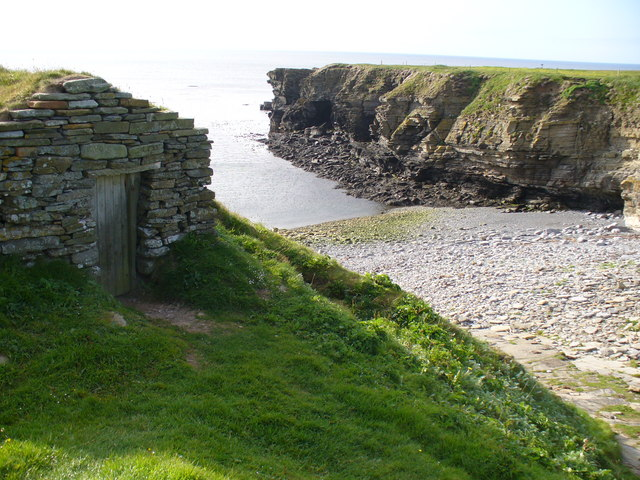
Restaurierter Noust am Skipi Geo Orkney
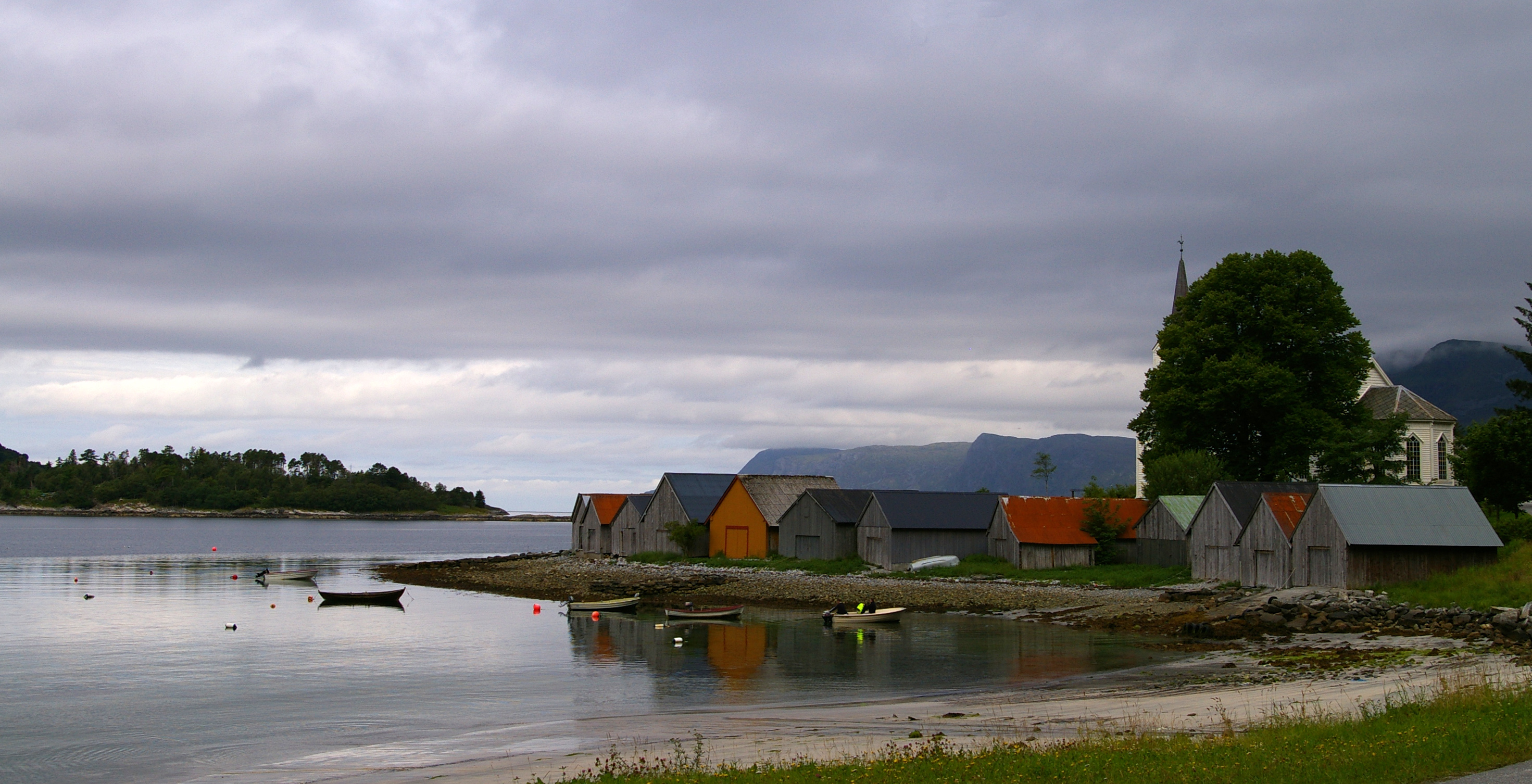
Naust in Selje
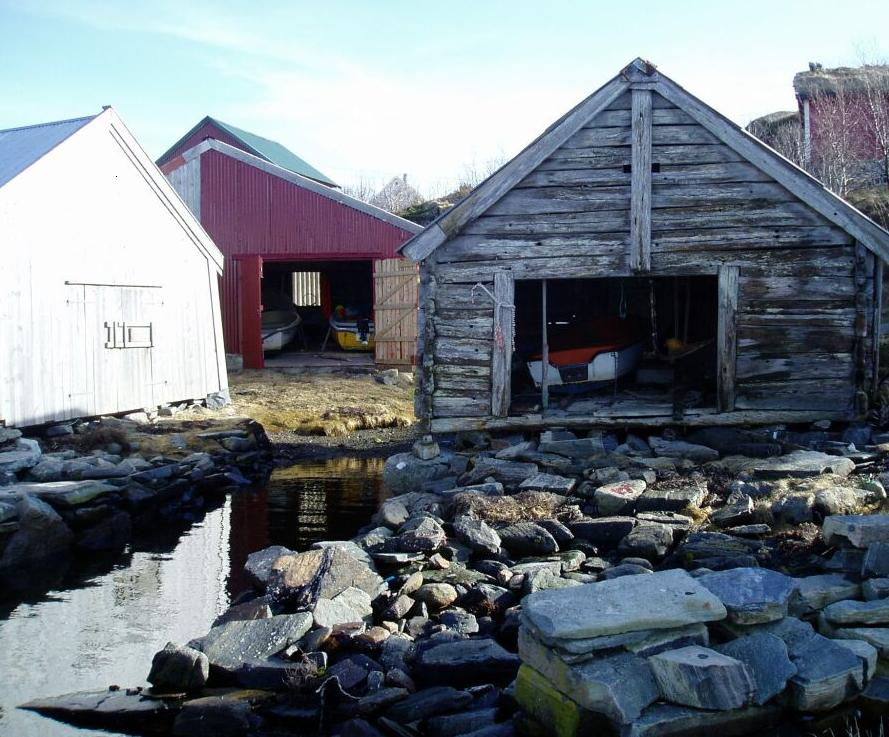
Bootshaus in Westnorwegen
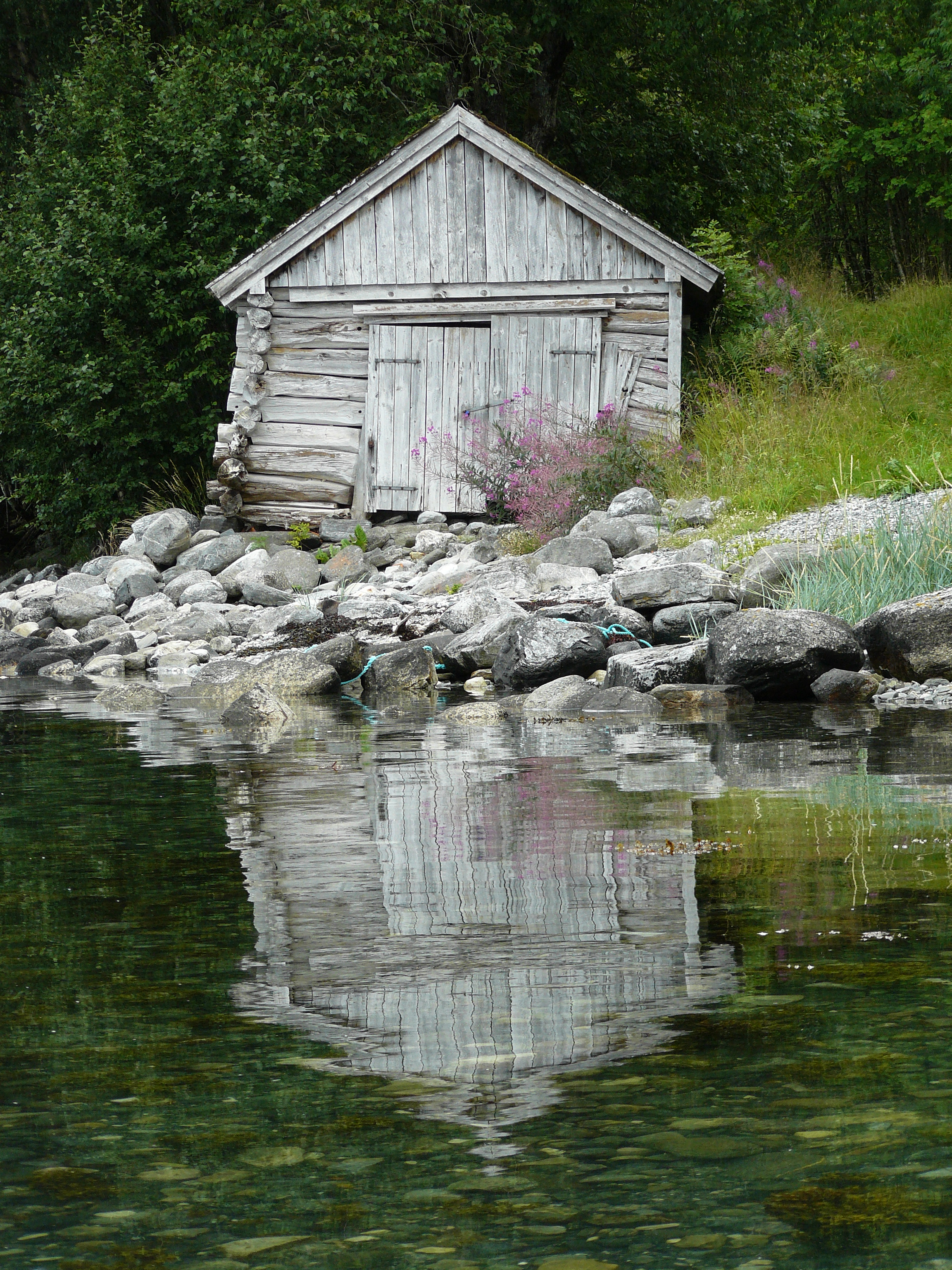
Naust von Gloppen, Norwegen
Noust von South Aittit Orkney
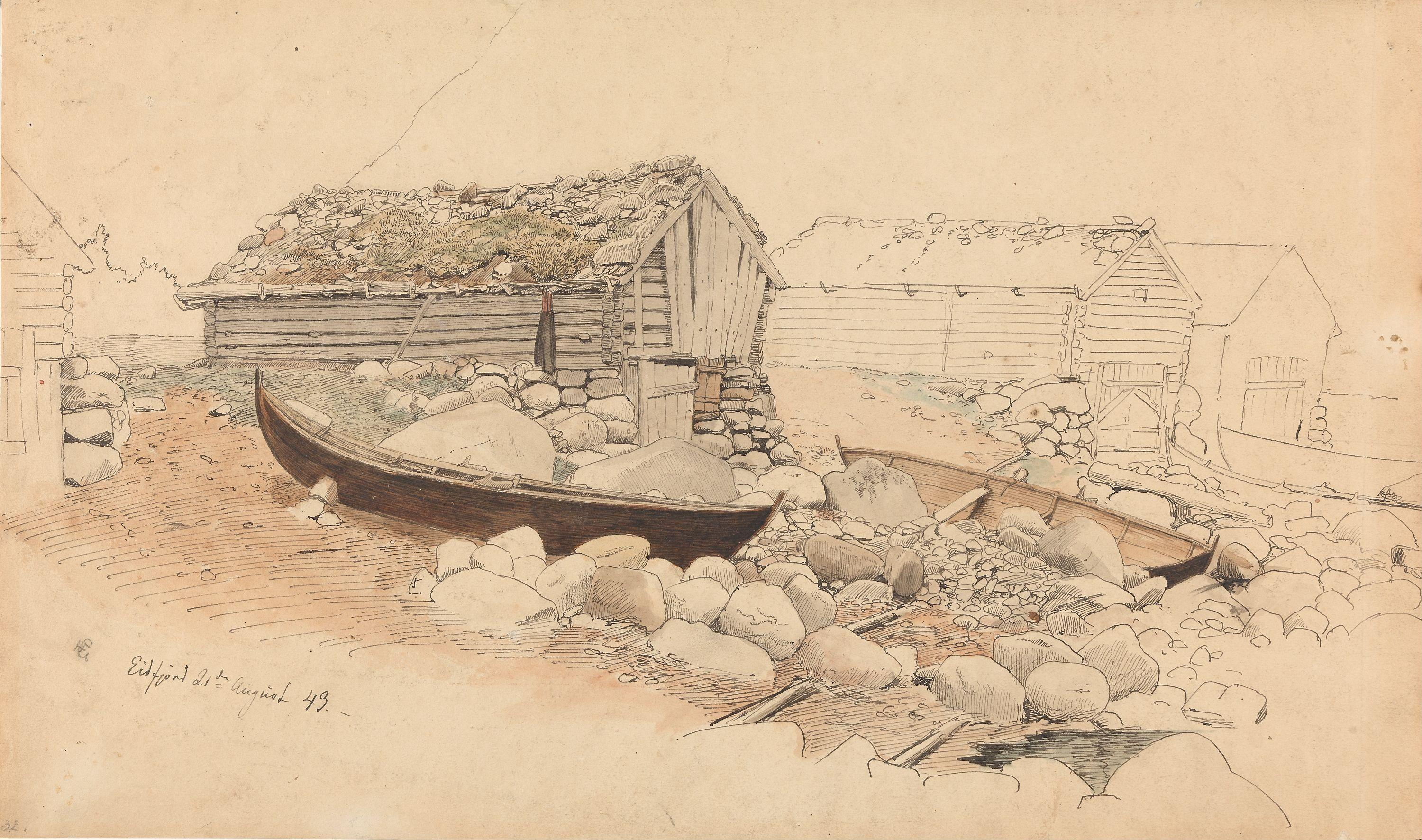
Hans Fredrik Gude – Nausts von Eidfjord, Norwegen

Das größte bisher entdeckte Naust, mit 44 Meter Länge, befindet sich in Holsneset bei Leknes, Verwaltungssitz der Kommune Vestvågøy auf den norwegischen Lofoten. Ein schwedisches Naust (schwedisch Kås oder schwedisch Båtlänning) liegt bei Hovgarden auf Adelsö im Mälaren. Einige Küstengemeinden sind nach Kas benannt worden, zum Beispiel Kåseberga und Abbekås.